# ريتشارد فولر (عالم طبيعي)
ريتشارد فولر (بالإنجليزية: Richard Fowler)‏ هو عالم طبيعي أمريكي، ولد في 1948 في فلوريدا في الولايات المتحدة، وتوفي في 2016.

## وصلات خارجية
- الموقع الرسمي
- ريتشارد فولر على موقع IMDb (الإنجليزية)